# BB Parallel World
BB Parallel World è il quarto album in studio del gruppo musicale visual kei AN CAFE, pubblicato nel 2009.

## Tracce
1. Let's Brand New Wave – 3:50
2. Natsu Koi Natsu Game (夏恋★夏GAME) – 4:06
3. Ichigo (苺) – 3:55
4. Passion!! – 3:54
5. NYAPPY In The Parallel World – 4:42
6. Alone – 5:02
7. Aroma – 4:40
8. Death Is The Way Of The Samurai Warrior (Bushido To Iu Wa Shinukoto To Mitsuketari, 武士道とい云ふは死ぬ事と見付けたり) – 3:48
9. Summer Dive ~Sweet-Melty Peach☆Beach~ – 4:37
10. My ♥ Leaps For "C" – 3:34
11. You – 5:10

## Formazione
- Miku – voce
- Takuya – chitarra
- Kanon – basso
- Teruki – batteria
- Yuuki - tastiera